# Hotline
Als Hotline (Anglizismus; vom englischen hotline, wörtlich für „heißer Draht“) oder Kundentelefon wird ein telefonischer Auskunfts- und Beratungsdienst bezeichnet.

## Allgemeines
Der Dienst ist für den Kunden in einigen Fällen kostenpflichtig. Die Zeit in der Warteschleife ist aber immer kostenfrei. Manche Unternehmen bieten diesen Dienst kostenfrei an, indem die Rufnummer zum Beispiel mit 0800 beginnt. Banken geben z. B. Auskunft oder Hilfe bei Problemen mit Konten. Bei Versandhäusern können darüber Beschwerden abgegeben werden. Auch manche ehrenamtliche Organisationen bieten kostenlose Telefonberatungen zu ihren jeweiligen Schwerpunkten an. 
Öffentlich bereitgestellte Hotlines können auch von staatlicher Stelle gefordert werden. Dazu gehören die HDSW (Harmonisierter Dienst von sozialem Wert), für die innerhalb der EU ein konkreter sozialer Bedarf besteht. Diese fangen EU-weit mit 116 an und sind für den Anrufenden kostenfrei.
Handelt es sich um einen Kundendienst für technische Problemstellungen, dann wird das von Callcentern auch als technisches Callcenter oder Helpdesk bezeichnet.

## Personal und Technik
Je nach Branche sind sachbezogene Kenntnisse für den Job als technischer Callcenter-Agent notwendig. Gute PC-Kenntnisse sind meistens eine Grundvoraussetzung. Den Kunden wird Hilfestellung bei technischen Fragen geleistet. Eine Netzwerkinstallation kann zum Beispiel durch das technische Callcenter des Netzwerkbetreibers unterstützt werden. Auch für technische Haushaltsgeräte wie Waschmaschinen oder Digitalwaagen gibt es technische Kundenhotlines. Gerade in der IT-Branche sind technische Callcenter üblich. Das Callcenter sollte bemüht sein, eine eventuelle Wartezeit in der Telefonleitung so kurz wie möglich zu halten.
Der Mitarbeiter muss das Problem des Anrufers erfassen und eine Lösung finden. Dabei soll das Gespräch kurz gehalten werden. Des Weiteren soll das Problem tatsächlich gelöst werden, so dass der Kunde nicht gezwungen ist, ein zweites Mal anzurufen. Das technische Callcenter löst technische Probleme per Ferndiagnose und ist ein wichtiger Bestandteil eines Unternehmens.